# João Paulo de Silva
João Paulo de Leiria e Silva (ur. 13 listopada 1964 r.) – angolski strzelec specjalizujący się w trapie, olimpijczyk z Sydney i Rio de Janeiro.
De Silva był jedynym strzelcem reprezentującym Angolę na igrzyskach w Sydney i drugim ze swojego kraju, który kiedykolwiek wziął udział w igrzyskach olimpijskich (pierwszym był Paulo Morais). Do dziś pozostaje on ostatnim strzelcem z Angoli, który startował na igrzyskach olimpijskich.
Na igrzyskach wystartował w tej samej konkurencji co jego poprzednik, czyli w trapie. W kwalifikacjach uzyskał jednak najgorszy wynik, który dał mu ostatnie, 41. miejsce (zdobył jedynie 99 punktów na 125 możliwych). Szesnaście lat później w Rio de Janeiro powtórnie zamknął stawkę, zajmując 33. pozycję z wynikiem 98 punktów.
Angolski strzelec czterokrotnie brał udział w mistrzostwach świata. Najwyższe, 111. miejsce zajął na mistrzostwach w Monachium w 2010 roku. W 2006 roku zajął 112. pozycję, natomiast w 1998 roku najniższe w karierze 121. miejsce. W 2015 roku w Lonato zajął 124. pozycję.
De Silva siedmiokrotnie brał udział w zawodach o Puchar Świata. Najwyższe miejsce zajął w 2005 roku w Americanie, kiedy to uplasował się na 23. miejscu. Strzelec ten był bliski zdobycia medalu na mistrzostwach Afryki, gdzie dwukrotnie zajmował czwartą lokatę i dwukrotnie szóstą.

## Wyniki szczegółowe
Poniżej znajdują się wyniki de Silvy na najważniejszych światowych i kontynentalnych imprezach. Zostały one uszeregowane według rangi zawodów i roku startu.

### Igrzyska olimpijskie
| Igrzyska | Miejscowość    | Konkurencja | Kwalifikacje | Kwalifikacje | Finał | Finał   |
| Igrzyska | Miejscowość    | Konkurencja | Wynik        | Pozycja      | Wynik | Pozycja |
| -------- | -------------- | ----------- | ------------ | ------------ | ----- | ------- |
| IO 2000  | Sydney         | Trap        | 99           | 41.          | NQ    | NQ      |
| IO 2016  | Rio de Janeiro | Trap        | 98           | 33.          | NQ    | NQ      |

### Puchar Świata
| Mistrzostwa         | Konkurencja         | Wynik       | Miejsce | Źródło |
| ------------------- | ------------------- | ----------- | ------- | ------ |
| PŚ 2004 – Americana | Trap (125 strzałów) | 99 punktów  | 40      | [ 4 ]  |
| PŚ 2005 – Americana | Trap (125 strzałów) | 116 punktów | 23      | [ 4 ]  |
| PŚ 2006 – Kair      | Trap (125 strzałów) | 111 punktów | 54      | [ 4 ]  |
| PŚ 2008 – Pekin     | Trap (125 strzałów) | 111 punktów | 33      | [ 4 ]  |
| PŚ 2014 – Monachium | Trap (125 strzałów) | 113 punktów | 118     | [ 4 ]  |
| PŚ 2015 – Al-Ajn    | Trap (125 strzałów) | 117 punktów | 43      | [ 4 ]  |
| PŚ 2015 – Qəbələ    | Trap (125 strzałów) | 113 punktów | 103     | [ 4 ]  |

### Mistrzostwa Afryki
| Mistrzostwa | Konkurencja         | Wynik                                                          | Miejsce | Źródło |
| ----------- | ------------------- | -------------------------------------------------------------- | ------- | ------ |
| MA 1997     | Trap (125 strzałów) | Eliminacje: 112 punktów Finał: 20 punktów Łącznie: 132 punkty  | 4       | [ 4 ]  |
| MA 1999     | Trap (125 strzałów) | Eliminacje: 101 punktów Finał: 14 punktów Łącznie: 115 punktów | 6       | [ 4 ]  |
| MA 2003     | Trap (125 strzałów) | Eliminacje: 104 punkty Finał: 18 punktów Łącznie: 122 punkty   | 6       | [ 4 ]  |
| MA 2007     | Trap (125 strzałów) | Eliminacje: 113 punktów Finał: 17 punktów Łącznie: 130 punktów | 4       | [ 4 ]  |
| MA 2015     | Trap (125 strzałów) | Eliminacje: 107 punktów                                        | 9       | [ 4 ]  |